# Exalcidion
Exalcidion är ett släkte av skalbaggar. Exalcidion ingår i familjen långhorningar.
Kladogram enligt Catalogue of Life:
| Exalcidion | \| \| Exalcidion carenatum \| \| \| \| \| \| Exalcidion tetracanthum \| \| \| \| \| \| Exalcidion tetramaston \| \| \| \| |
|            | \| \| Exalcidion carenatum \| \| \| \| \| \| Exalcidion tetracanthum \| \| \| \| \| \| Exalcidion tetramaston \| \| \| \| |
|            | Exalcidion carenatum |
|            | |
|            | Exalcidion tetracanthum                                                                                                   |
|            | |
|            | Exalcidion tetramaston |
|            | |